# Interurbanspårväg

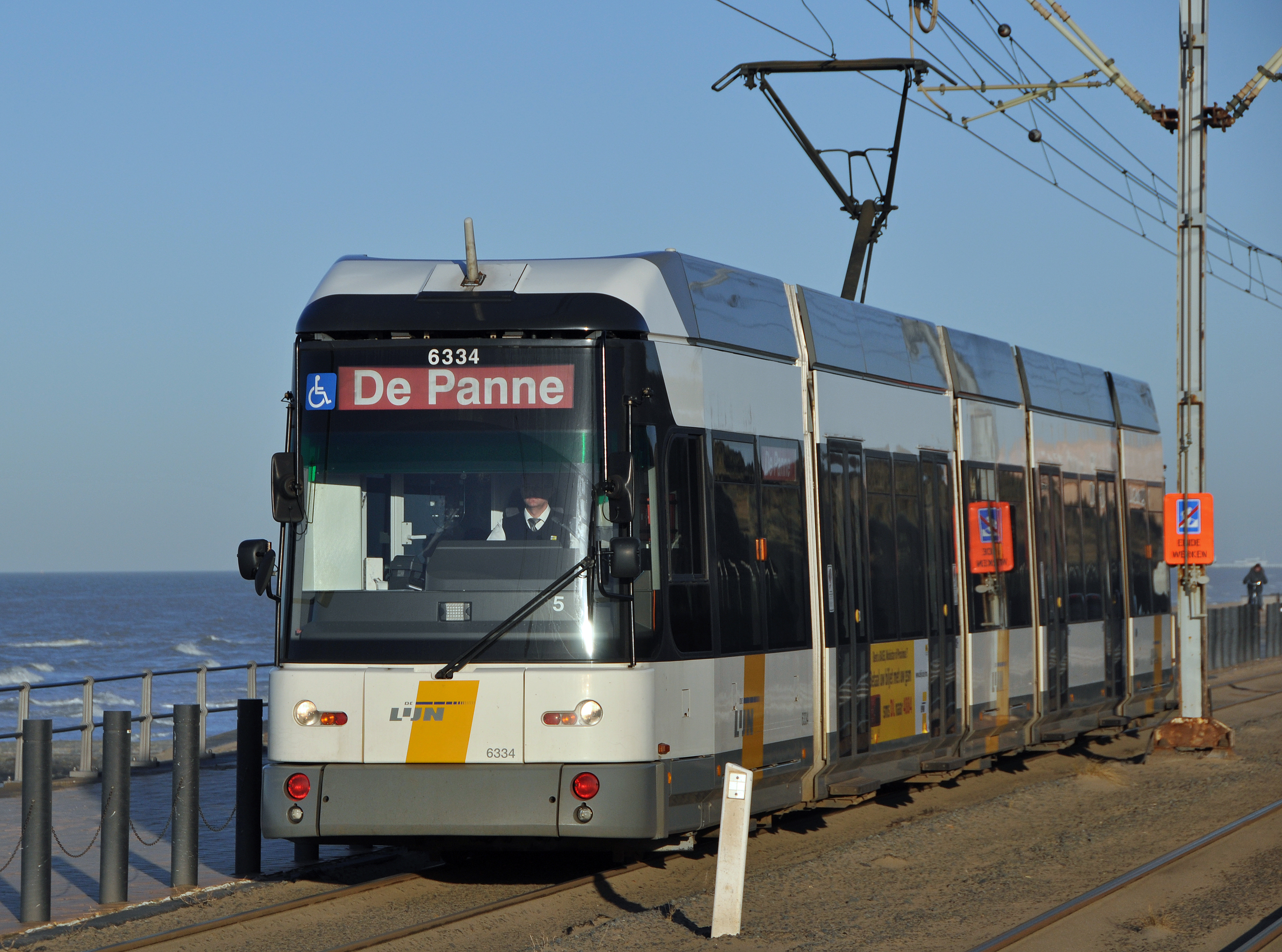
En spårvagn av typ BN LRT på Kusttram i Belgien

En interurbanspårväg (från latinets inter, mellan och urbs, stad) är en spårväg som förbinder närliggande städer med varandra, i tätbefolkade områden. I vissa avseenden är den ett mellanting mellan en spårväg och en järnväg. Interurbanspårvägar hade historiskt stor betydelse för kollektivtrafiken i särskilt USA (interurban) och Belgien (chemin de fer vicinal eller buurtspoorweg). De är oftast elektrifierade, i allmänhet med 600–1500 V likström, men oelektrifierade interurbanspårvägar har också förekommit. Interurbanspårvägarna går helt eller delvis på egen banvall. De elektrifierade interurbanspårvägarna har fördelen gentemot järnvägar att vagnarna klarar brantare lutningar.

## USA

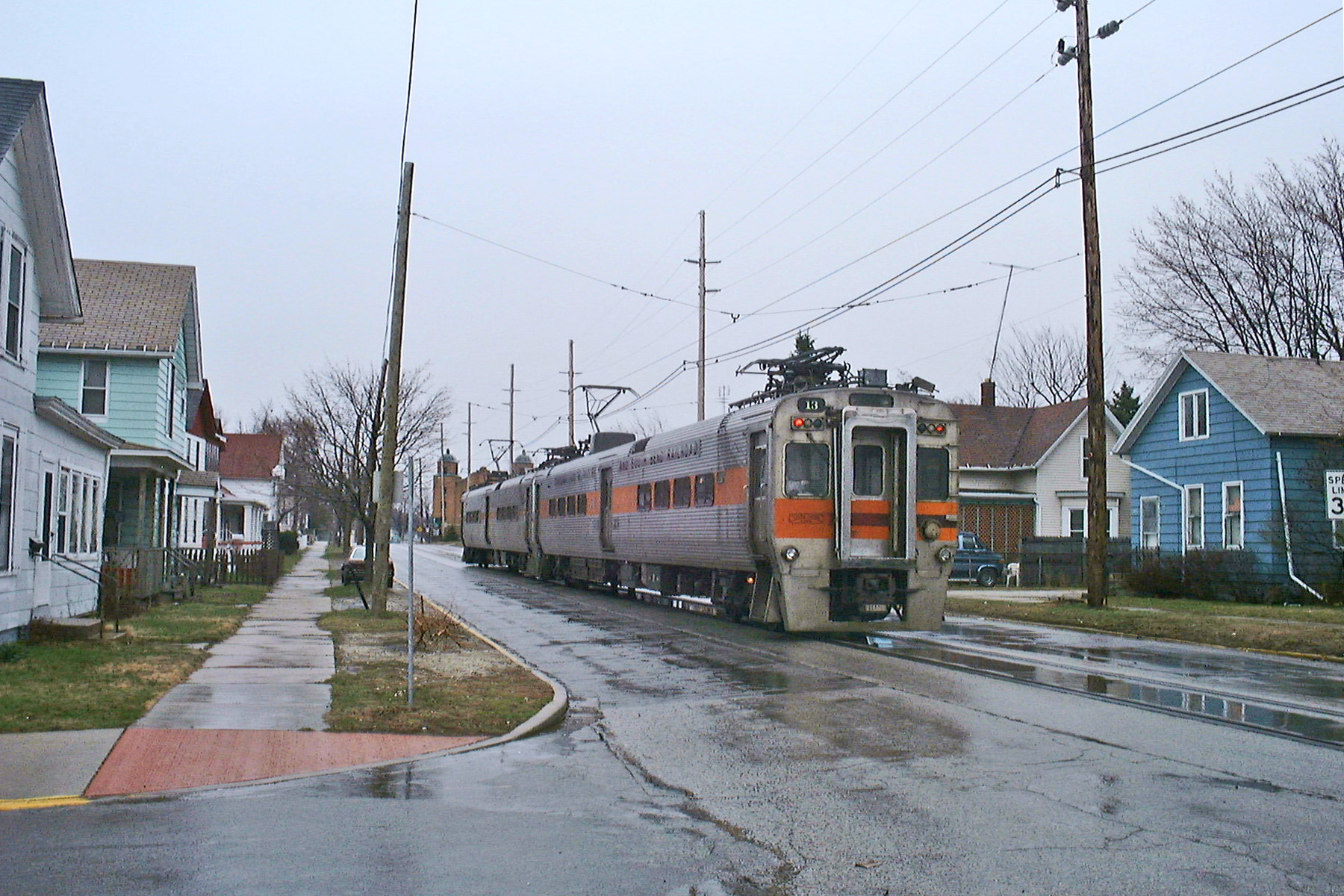
En överlevande interurbanspårväg: South Shore-tåg vid 11th Street i Michigan City, Indiana.

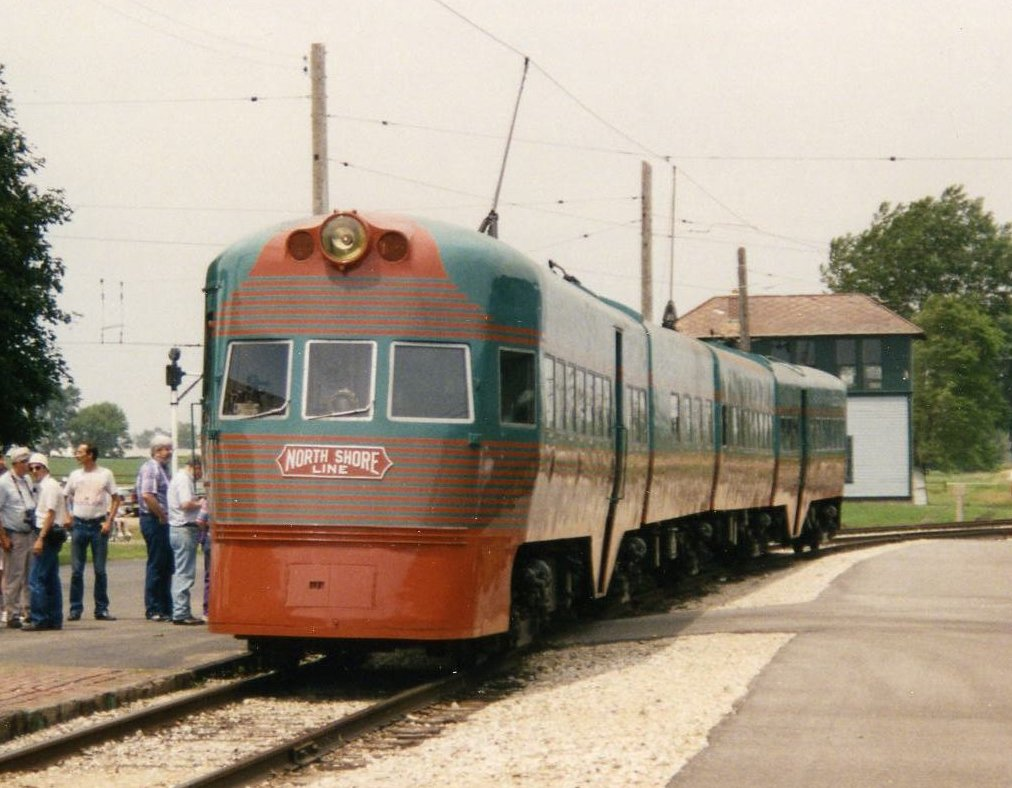
Electrolinerne var en höjdare bland interurbanspårvagnar i USA. 1941–63 gick de mellan Chicago og Milwaukee. 1963–ca. 1976 gick de i Philadelphia. Här vid Illinois Railway Museum, med rekonstruerad pantograf. Foto Sean Lamb.

Interurbanspårvägarna i USA började byggas 1895 och hade sin största utbredning mellan 1900 och 1930. Då fanns det mer än 25 000 km interurbanspårvägar och 10 000 interurbanspårvagnar i USA. De flesta interurbanspårvägarna fanns i Ohio och Indiana, följda av Texas och Kalifornien. Vissa av spårvagnarna hade en topphastighet på mer än 145 km/h, och hade i vissa fall även servering och sovvagnar. De var också tyngre och längre än stadsspårvagnar.  Electrolinerne, som från 1941 gick mellan Chicago och Milwaukee, var på 47 m och 95 ton. I flera storstäder byggdes monumentala stationer för interurbanspårvägarna. I 1914 trafikerades Indianapolis Traction Terminal varje dag av 520 passagerarspårvagnar och 100 godsspårvagnar. Även Los Angeles, med ett nät på mer än 1600 km, hade stor i-station "downtown" vid 6th & Main Street. Personbilsutbredningen och den stora depressionen ledde efter 1930 till en snabb minskning av antalet interurbanspårvägar i USA. Efter andra världskriget fanns mycket få interurbanspårvägar kvar; Pacific Electric Railway i och omkring Los Angeles lades ned 1961, och Chicago North Shore and Milwaukee Railroad 1963.
Idag finns bara två interurbanspårvägar kvar i USA i sin ursprungliga form, nämligen Norristown High Speed Line väster om Philadelphia och South Shore Line söder om Chicago. Norristown High Speed Line är idag ett mellanting mellan spårväg och tunnelbana, och South Shore Line delar vissa egenskaper med pendeltåg, även om den har en gatuspårssträcka. På South Shore Line går även godståg. Linje 5 i New Yorks tunnelbana har i Bronx tagit över delar av en tidigare interurbanspårväg, likaså gula linjen i Chicagos tunnelbana. Några andra interurbanspårvägar har införlivats med järnvägsnätet.

## Kanada
Världens första interurbanspårväg öppnade 1887 och gick mellan St. Catharines och Thorold i Ontario. I södra Ontario kallades interurbanspårvägar radial railways, eftersom de ofta utgick radiellt från en stad. Interurbanspårvagnarna till Toronto kunde inte gå in i staden eftersom Torontos spårväg hade (och har) bredspår. Detta gjorde att passagerarna tvingades byta vagnar vid stadsgränsen. Några av de närliggande interurbanspårvägarna införlivades med stadsspårvägen när staden växte, och några av de områden som trafikerades av interurbanspårväg har nu stationer på Torontos tunnelbana. Interurbanspårvägar fanns också på flera andra platser, bland annat i Waterloo–Kitchener-området, där det finns planer på att skapa ett nytt spårvägssystem, delvis på interurbanspårvägens gamla banvall. Liknande planer finns för Hamilton och St. Catharines.

## Nederländerna
I Nederländerna hade interurbanspårvägarna sin storhetstid mellan 1920 och 1950. Interurbanspårvägar fanns runt Amsterdam, Haarlem, Leiden, Haag och Limburg. Idag är dessa nedlagda med undantag för en linje från Haag till Delft, men i RandstadRail-projektet ska järnvägslinjer mellan Haag och Rotterdam byggas om till interurbanspårväg och samtrafikeras med Haags spårväg och Rotterdams tunnelbana.

## Belgien
Belgien hade tidigare ett av världens mest finmaskiga interurbanspårvägsnät. Det var som mest 4 800 km långt, meterspårigt och drevs av SNCV/NMVB. Efter andra världskriget lades nästan alla linjer ned, men Kusttram längs hela den belgiska kusten (65 km) finns kvar. Delar av de gamla interurbanspårvägarna har också införlivats med Charlerois stadsbana.

## Tyskland
Tyskland var mellan 1915 och 1960 det europeiska land som hade flest interurbanspårvägar (Überlandstraßenbahnen). Det största nätet fanns i Ruhrområdet, som idag delvis är konverterat till premetro. En liknande utveckling har nätet runt Köln och Bonn genomgått. Banorna norr om Frankfurt har likaledes införlivats med Frankfurts tunnelbana. Ett interurbannät som än idag finns kvar är det runt Ludwigshafen och Mannheim, som sträcker sig till Heidelberg, Weinheim och Bad Dürkheim. Det finns även några spårvägssträckor öster om Berlin med interurbankaraktär, samt några andra linjer.

## Polen
Interurbanspårvägsnätet runt Katowice var som längst mer än 500 km (1930). Det är i drift än idag, men vissa delar är nedlagda. Det förbinder Katowice med bland annat Bytom, Będzin, Chorzów och Sosnowiec. Även runt Łódź finns flera linjer.

## Sverige
Sverige har inte haft några interurbanspårvägar. Det har diskuterats en linje mellan Helsingborg och Höganäs, och också en mellan Norrköping och Linköping.

## Norge
I Norge fanns 1937–1948 Lilleaker–Østensjøbanen, som kan kallas interurbanspårväg. Den gick från Bærum kommun (Kolsås) i väster, genom Vestre Aker, Oslo, och söderut genom Østre Aker (Vestre och Østre Aker tillhörde Aker kommun till 1948) till Oppsal.
Ett flertal interurbanspårvägar har föreslagits, bland annat:
- En kombispårväg från Lillestrøm eller Ahus (i Lørenskog kommun) på Hovedbanens banvall till Oslo och genom gatorna i Oslo som spårvagn – och kanske vidare mot nord på Gjøvikbanen.[7]

- Glommabanen, mellan Fredrikstad och Sarpsborg i Østfold och vidare österut[9][10].
- Interurbanspårvägar i Grenland (Skien–Porsgrunn i Telemark)[11] och Stavanger–Sandnes (Rogaland)[12].

## Övriga länder
Även i Japan, Argentina, Egypten, Italien, Tjeckien, Schweiz och Ryssland finns eller har funnits interurbanspårvägar.